# Gdansk
Gdansk (poljsko Gdańsk , kašubsko Gduńsk, nemško Danzig) je mesto na obali Baltskega morja na severu Poljske. Gdansk je s 470.805 prebivalci glavno in največje mesto Pomorjanskega vojvodstva ter najvidnejše mesto v geografski regiji Pomorjansko. To je glavno morsko pristanišče Poljske in četrto največje metropolitansko območje v državi.
Mesto leži na južnem robu Gdańskega zaliva, v somestju z mestom Gdynia, letoviškim mestom Sopot in primestnimi skupnostmi; ti tvorijo metropolitansko območje, imenovano Trójmiasto, 'tromestje', s približno 1,5 milijona prebivalcev. Gdansk leži ob izlivu reke Motławe, ki je povezana z Leniwko, krakom v delti reke Visle, ki odmaka 60 odstotkov Poljske in povezuje Gdansk s poljsko prestolnico Varšavo.
Zgodovina mesta je zapletena, z obdobji poljske, pruske in nemške vladavine ter obdobji avtonomije kot svobodne mestne države. Pomembna ladjedelniška in trgovska točka že od srednjega veka, je leta 1361 postala članica Hanzeatske lige, ki je več stoletij določala njeno gospodarsko, demografsko in urbano pokrajino. Od leta 1918 do 1939 je Gdansk ležal na spornem poljskem koridorju med Poljsko in Nemčijo; njegov dvoumen politični status je ustvaril napetosti, ki so dosegle vrhunec z invazijo na Poljsko in prvim spopadom v drugi svetovni vojni na bližnjem Westerplatte. Sodobno mesto so oblikovale obsežne spremembe meja, izgoni in nova naselitev leta 1945 ali po njem. V 1980-ih je bil Gdansk rojstni kraj gibanja Solidarność, ki je igralo pomembno vlogo pri odpravljanju komunizma na Poljskem in pripomoglo k hitremu propadu. Vzhodnega bloka, padec berlinskega zidu in razpad Varšavskega pakta.
V Gdansku so Univerza v Gdansku, Tehnološka univerza Gdańsk, Narodni muzej, Gdańsk Shakespeare Theatre, Muzej druge svetovne vojne, poljska Baltska filharmonija in Evropski solidarnostni center. Mesto gosti tudi sejem sv. Dominika, ki sega v leto 1260 in velja za enega največjih trgovskih in kulturnih dogodkov v Evropi. Gdansk je tudi na vrhu lestvice glede kakovosti življenja, varnosti in življenjskega standarda po vsem svetu, njegovo zgodovinsko mestno jedro pa je bilo uvrščeno na seznam poljskih nacionalnih spomenikov.

## Ime

### Izvor
Obstaja nešteto teorij o izvoru imena mesta, nekatere pa so predmet špekulacij. Verjetno je ime izhajalo iz Gdania, reke, ki je trenutno znana kot Motława, ob kateri leži mesto.
Jezikoslovci trdijo, da ime izvira iz praslovanskega pridevnika/predpone gъd-, kar je pomenilo mokro ali vlažno z dodatkom morfema ń/ni in pripone -sk. Konrad Celtis in Johann Uphagen sta menila, da so to poimenovanje naselbini dali germanski Goti. Drugi znanstveniki iz 19. stoletja so trdili, da ime izvira iz izraza ku Dansk, kar je pomenilo »na/proti Danski«.

### Zgodovina
Ime naselja je bilo zabeleženo po smrti sv. Adalberta leta 997 n. št. kot urbs Gyddanyzc, kasneje leta 1148 pa je bilo zapisano kot Kdanzk, Gdanzc leta 1188, Danceke leta 1228, Gdańsk leta 1236, Danzc leta 1263, Danczk leta 1311,  Danczik leta 1399, Danczig leta 1414, Gdąnsk leta 1656. V poljščini se sodobno ime mesta izgovarja [ɡdaj̃sk].
Latinsko ime mesta je lahko Gedania, Gedanum ali Dantiscum; raznolikost latinskih imen odraža mešan vpliv poljske, nemške in kašubske dediščine mesta. Druga nekdanja črkovanja imena vključujejo Dantzig, Dantsic in Dantzic.

### Ceremonialno ime
Ob posebnih priložnostih se mesto imenuje tudi »kraljevsko poljsko mesto Gdansk« (poljsko Królewskie Polskie Miasto Gdańsk, latinsko Regia Civitas Polonica Gedanensis, kašubsko Królewsczi Polsczi Gard Gduńsk). V kašubskem jeziku se mesto imenuje Gduńsk. Čeprav nekateri Kašubi morda uporabljajo tudi ime »Naše glavno mesto Gduńsk« (Nasz Stoleczny Gard Gduńsk) ali »Kašubsko glavno mesto Gduńsk« (Stoleczny Kaszëbsczi Gard Gduńsk), so kulturne in zgodovinske povezave med mestom in pokrajino Kašubska sporne in uporaba takšnih imen vzbuja polemike med Kašubi.

## Zgodovina

### Pregled
Že več kot tisoč let svoje zgodovine je mesto Gdansk del:
- 997–1227: Vojvodina / Kraljevina Poljska
- 1227–1294: Vojvodina Pomorjanska
- 1294–1308: Vojvodina / Kraljevina Poljska
- 1308–1454: Tevtonski viteški red
- 1454–1466: sporna zemljišča med trinajstletno vojno
- 1466–1569: Krona Kraljevine Poljske
- 1569–1793: Poljsko-litovska skupnost
- 1793–1807: Kraljevina Prusija
- 1807–1814: Svobodno mesto Danzig (odvisno od Francoskega cesarstva)
- 1815–1871: Kraljevina Prusija
- 1871–1918: Nemško cesarstvo
- 1918–1920: Weimarska republika (v sporu med Poljsko in Nemčijo)
- 1920–1939: Svobodno mesto Danzig (pod protektoratom Društva narodov)
- 1939–1945: Nacistična Nemčija (Gdansk-Zahodna Prusija)
- 1945–1989: Ljudska republika Poljska (1952–1989 Ljudske republike Poljske)
- 1989–danes: Republika Poljska.

### Antična zgodovina
Najstarejši najdeni dokazi o obstoju naselbine na ozemlju današnjega Gdanska izvirajo iz bronaste dobe (ki naj bi bila med 2500–1700 pr. n. št.). Naselbina, ki je danes znana kot Gdańsk, se je začela v 9. stoletju in je bila večinoma kmetijska in ribiška vas. V začetku 10. stoletja je začelo postajati pomembno trgovsko središče (zlasti med Pomorjanci) vse do priključitve Poljski okoli leta 975 s strani Mješka I.

### Zgodnja Poljska
Prvi pisni zapis, ki se nanaša na Gdansk, je vita svetega Adalberta. Napisano leta 999 opisuje, kako je leta 997 sveti Adalbert Praški krstil prebivalce urbs Gyddannyzc, »ki je ločilo veliko kraljestvo vojvode [t. Boleslava Pogumnega] od morja. Za 10. in 11. stoletje ni drugih pisnih virov. Na podlagi datuma v Adalbertovem vita je mesto leta 1997 praznovalo svojo tisočletnico.
Arheološki dokazi o nastanku mesta so bili pridobljeni predvsem po tem, ko je druga svetovna vojna 90 odstotkov mestnega jedra spremenila v ruševine, kar je omogočilo izkopavanja. Najstarejših sedemnajst naselbinskih ravni je bilo datiranih med 980 in 1308. Na splošno velja, da je Mješko I. Poljski na tem mestu v 980-ih letih postavil trdnjavo in s tem povezal poljsko državo, ki ji je vladala rodbina Pjast, s trgovskimi potmi Baltskega morja. V arheoloških izkopavanjih mesta so bili najdeni sledovi stavb in stanovanj iz 10. stoletja.

### Pomorjanska Poljska
Kraju so kot vojvodini Poljski vladali Samboridi. Sestavljalo ga je naselje pri sodobnem Dolgem trgu, obrtniško naselje ob Starem jarku, nemška trgovska naselja okoli cerkve sv. Nikolaja in stara trdnjava Pjast. Leta 1186 je bil v bližnji Oliwi, ki je zdaj mestna četrt, ustanovljen cistercijanski samostan. Leta 1215 je vojvodska trdnjava postala središče pomorjanske razcepljene vojvodine. V tistem času je območje poznejšega mesta obsegalo različne vasi. Vsaj od leta 1224/25 je na območju današnjega Dolgega trga obstajala nemška tržna naselbina s trgovci iz Lübecka.
Leta 1224/25 so bili trgovci iz Lübecka povabljeni kot hospites (priseljenci s posebnimi privilegiji), vendar jih je kmalu (leta 1238) Swietopelk II. Samboridski prisilil oditi, med vojno med Swantopolkom in tevtonskimi vitezi, med katero je Lübeck podpiral slednje.  Selitev trgovcev v mesto se je nadaljevala leta 1257. Pomemben nemški vpliv se je znova pojavil šele v 14. stoletju, potem ko so mesto zavzeli Tevtonski vitezi.
Najkasneje leta 1263 je pomorjanski vojvoda Swietopelk II. podelil mestne pravice po Lübeškem zakonu za naselje nastajajočih trgov. To je bila listina o avtonomiji, podobna listini Lübecka, ki je bil tudi primarni izvor številnih naseljencev. V listini iz leta 1271 je pomorjanski vojvoda Mestwin II. nagovoril trgovce iz Lübecka, ki so se naselili v mestu, kot svoje zveste državljane iz Nemčije.
Leta 1300 je mesto imelo po ocenah 2000 prebivalcev. Čeprav je bilo mesto v tistem času daleč od pomembnega trgovskega središča, je imelo določen pomen v trgovini z Vzhodno Evropo. Samboridi so s pomanjkanjem sredstev posodili naselje Brandenburgu, čeprav so nameravali mesto vzeti nazaj in ga dati Poljski. Poljska je grozila s posredovanjem in Brandenburžani so zapustili mesto. Nato so mesto leta 1301 zavzeli danski knezi. Poljski plemiči so najeli Tevtonske viteze, da so izgnali Dance.

### Tevtonski vitezi
Leta 1308 je mesto zavzel Brandenburg in Tevtonski vitezi so obnovili red. Kasneje so vitezi prevzeli nadzor nad mestom. Primarni viri poročajo o poboju 10.000 ljudi, ki so ga izvedli Tevtonski vitezi nad lokalnim prebivalstvom, vendar je natančno število ubitih predmet spora v sodobnih znanostih. Nekateri avtorji sprejemajo število, navedeno v izvirnih virih, medtem ko drugi menijo, da je bilo 10.000 srednjeveško pretiravanje, čeprav je znanstveni konsenz, da se je zgodil pokol določene velikosti. Dogodke je poljska krona izkoristila za obsodbo tevtonskih vitezov v kasnejši papeški tožbi.
Vitezi so kolonizirali območje in zamenjali lokalne Kašubce in Poljake z nemškimi naseljenci. Leta 1308 so v bližini mesta ustanovili Osiek Hakelwerk, sprva kot slovansko ribiško naselje. Leta 1340 so tevtonski vitezi zgradili veliko trdnjavo, ki je postala sedež viteškega poveljnika. Leta 1346 so spremenili mestno pravo mesta, ki je takrat sestavljalo samo Rechtstadt, v Kulmsko pravo. Leta 1358 se je Danzig pridružil Hanzeatski ligi in leta 1361 postal aktivni član. Vzdrževal je odnose s trgovskimi središči Brugge, Novgorod, Lizbono in Seviljo. Okoli leta 1377 je bilo staro mestno jedro opremljeno tudi z mestnimi pravicami. Leta 1380 je bilo ustanovljeno Novo mesto kot tretje, samostojno naselje.
Po vrsti poljsko-tevtonskih vojn je moral red v Kališki mirovni pogodbi (1343) priznati, da bo imel Pomorjansko kot fevd poljske krone. Čeprav je pustila pravno podlago posesti pokrajine v nekaj dvomih, je mesto uspevalo zaradi povečanega izvoza žita (zlasti pšenice), lesa, pepelike, katrana in drugih gozdarskih dobrin iz Prusije in Poljske prek Trgovske poti reke Visle, čeprav so tevtonski vitezi po njegovem zavzetju poskušali aktivno zmanjšati gospodarski pomen mesta. Medtem ko je bil pod nadzorom Tevtonskega reda, se je nemška migracija povečala. Redova verska mreža je pomagala razviti Danzigovo literarno kulturo. Leta 1409 je izbruhnila nova vojna, ki je dosegla vrhunec z bitko pri Grunwaldu (1410), mesto pa je prešlo pod nadzor Kraljevine Poljske. Leto pozneje se je s prvo torunsko mirovno pogodbo vrnila k Tevtonskemu redu.

### Kraljevina Poljska
Leta 1440 je mesto sodelovalo pri ustanovitvi Pruske konfederacije, ki je bila organizacija, ki je nasprotovala vladavini Tevtonskih vitezov. Organizacija je v svoji pritožbi na 1453 omenjala ponavljajoče se primere, v katerih so tevtonski vitezi zapirali ali ubijali lokalne patricije in župane brez sodne sodbe. Na zahtevo organizacije je poljski kralj Kazimir IV. leta 1454 ozemlje ponovno vključil v Kraljevino Poljsko. To je privedlo do trinajstletne vojne med Poljsko in državo Tevtonskega reda (1454–1466). Od leta 1454 je mesto dobilo pooblastilo za kovanje poljskih kovancev. Lokalni župan je ob inkorporaciji marca 1454 v Krakovu obljubil zvestobo kralju, mesto pa je junija 1454 v Elblągu ponovno slovesno obljubilo zvestobo kralju ter priznalo predhodno tevtonsko aneksijo in vladavino kot nezakonito. 25. maja 1457 je mesto pridobilo pravice kot avtonomno mesto.
15. maja 1457 je Kazimir IV. Poljski podelil mestu Velik privilegij, potem ko ga je povabil mestni svet in je v mestu ostal že pet tednov. Z velikim privilegijem je mesto dobilo polno avtonomijo in zaščito s strani poljskega kralja. Privilegij je odpravil carine in davke na trgovino znotraj Poljske, Litve in Rutenije (današnji Belorusije in Ukrajine) in mestu podelil neodvisno jurisdikcijo, zakonodajo in upravo na njenem ozemlju ter pravico do kovanja lastnega kovanca. Poleg tega je privilegij združil staro mesto, Osiek in glavno mesto ter legaliziral rušenje Novega mesta, ki se je postavilo na stran tevtonskih vitezov. Do leta 1457 je bilo Novo mesto popolnoma porušeno, ni ostala nobena zgradba.
S pridobivanjem prostega in privilegiranega dostopa do poljskih trgov je morsko pristanišče uspevalo, hkrati pa je trgovalo z drugimi hanzeatskimi mesti. Po drugem tornovem miru (1466) med Poljsko in Tevtonskim redom se je vojna trajno končala. Po Lublinski uniji med Poljsko in Litvo leta 1569 je mesto še naprej uživalo veliko stopnjo notranje avtonomije (prim. Danziško pravo). Kot največje in eno najvplivnejših mest na Poljskem je uživalo volilno pravico v času kraljevih volitev na Poljskem.
Leta 1569 je bila tu ustanovljena menonitska cerkev.
Pri izvolitvi kralja na poljski prestol leta 1575 je Danzig podprl Maksimilijana II. v njegovem boju proti Štefanu Báthoryju. Slednji je sčasoma postal monarh, vendar je mesto, ki ga je spodbujala tajna podpora Danske in cesarja Maksimilijana, zaprlo vrata pred Štefanom. Po šestmesečnem obleganju Danziga (1577) je bila mestna vojska s 5000 plačanci 16. decembra 1577 popolnoma poražena. Ker pa Štefanove vojske mesta niso mogle zavzeti s silo, je bil dosežen kompromis: Štefan Báthory je potrdil poseben status mesta in njegove privilegije iz Danzig zakona, ki so jih podelili prejšnji poljski kralji. Mesto ga je priznalo za vladarja Poljske in za plačilo (»opravičilo«) plačalo ogromno vsoto 200.000 guldnov v zlatu.
Med poljsko-švedsko vojno 1626–1629, leta 1627, se je v bližini mesta odvijala pomorska bitka pri Oliwi, ki velja za eno največjih zmag v zgodovini poljske mornarice. Med švedsko invazijo na Poljsko 1655–1660, splošno znano kot Potop, je mesto neuspešno oblegala Švedska. Leta 1660 se je vojna končala z Oliwsko pogodbo, podpisano v današnjem okrožju Oliwa.
Okoli leta 1640 je Johannes Hevel v starem mestnem jedru ustanovil svoj astronomski observatorij. Poljski kralj Jan III. Sobieski je redno obiskoval Hevela.
Poleg večine nemško govorečih, katerih elite so včasih razlikovale svoje nemško narečje kot pomorjansko, je bilo mesto dom velikega števila poljsko govorečih Poljakov, judovskih Poljakov, latvijsko govorečih Kurseniekov, Flamcev in Nizozemcev. Poleg tega so se številni Škoti zatekli ali migrirali v mesto in prejeli državljanstvo. V času protestantske reformacije je večina nemško govorečih prebivalcev sprejela luteranstvo. Zaradi posebnega statusa mesta in pomena znotraj Poljsko-litovske skupnosti so prebivalci mesta v veliki meri postali bikulturni, ki so si delili poljsko in nemško kulturo in so bili močno navezani na tradicije Poljsko-litovske skupnosti.
Mesto je zaradi vojn 18. stoletja doživelo zadnjo veliko kugo in počasen gospodarski upad. Kot utrdbo privržencev Stanisława Leszczyńskega med vojno za poljsko nasledstvo so jo po obleganju Danziga leta 1734 zavzeli Rusi.
Raziskovalno društvo Danzig, ustanovljeno leta 1743, je bilo eno prvih te vrste.

### Prusija in Nemčija
Danzig je leta 1793 pri drugi delitvi Poljske priključila Kraljevina Prusija. Tako poljsko kot nemško govoreče prebivalstvo sta v veliki meri nasprotovala pruski aneksiji in si želela, da mesto ostane del Poljske. Župan mesta je zaradi aneksije odstopil s položaja, pa tudi ugledni mestni svetnik Jan (Johann) Uphagen, zgodovinar in zbiratelj umetnin, čigar baročna hiša je danes muzej, je odstopil v znak protesta proti aneksija. Poskus študentske vstaje proti Prusiji, ki jo je vodil Gottfried Benjamin Bartholdi, so oblasti leta 1797 hitro zatrle.
Med napoleonskimi vojnami, leta 1807, je mesto oblegala in zajela koalicija francoskih, poljskih, italijanskih, saških in badenskih sil. Kasneje od leta 1807 do 1814 je bilo svobodno mesto, ko so ga zavzele združene prusko-ruske sile.
Leta 1815 je po porazu Francije v napoleonskih vojnah ponovno postal del Prusije in postal glavno mesto Regierungsbezirk Danzig v provinci Zahodna Prusija. Najdalj je bil predsednik mesta Robert von Blumenthal, ki je opravljal funkcijo od leta 1841, prek revolucij leta 1848 do leta 1863. Z združitvijo Nemčije leta 1871 pod prusko hegemonijo je mesto postalo del Nemškega cesarstva in tako ostalo do leta 1919 po porazu Nemčije v prvi svetovni vojni.

### Medvojna leta in druga svetovna vojna
Ko je Poljska po prvi svetovni vojni ponovno pridobila svojo neodvisnost z dostopom do morja, kot so ga obljubili zavezniki na podlagi "Štirinajstih točk" Woodrowa Wilsona (točka 13 je pozivala k »neodvisni poljski državi, ki bi ji moral biti zagotovljen svoboden in varen dostop do morja«), so Poljaki upali, da bo tudi mestno pristanišče postalo del Poljske.
Vendar na koncu – ker so v mestu tvorili večino Nemci, Poljaki pa manjšino (v popisu leta 1923 je 7896 ljudi od 335.921 dalo za svoj materni jezik poljščino, kašupščino ali masurščino) – mesto ni bilo postavljeno pod poljsko suverenost. Namesto tega je v skladu s pogoji Versajske pogodbe postalo svobodno mesto Danzig, neodvisna kvazi država pod okriljem Društva narodov z zunanjimi zadevami, ki so bile večinoma pod poljskim nadzorom – vendar brez kakršnega koli javnega glasovanja. legitimizirati izgubo mesta s strani Nemčije.
Pravice Poljske so vključevale tudi brezplačno uporabo pristanišča, poljske pošte, poljske garnizije v okrožju Westerplatte in carinsko unijo s Poljsko. Svobodno mesto je imelo svojo ustavo, državno himno, parlament in vlado (Senat). Izdalo je svoje znamke in svojo valuto, danziški gulden.
Z rastjo nacizma med Nemci se je povečalo protipoljsko razpoloženje in okrepila politika germanizacije in segregacije; v 1930-ih so bile pravice lokalnih Poljakov običajno kršene in omejene s strani lokalne uprave. Poljskim otrokom je bil zavrnjen sprejem v javne šole s poljskim jezikom, prostorov ni bilo dovoljeno oddajati poljskim šolam in vrtcem. Zaradi takšne politike je v mestu obstajalo le 8 javnih šol s poljskim jezikom, Poljaki pa so uspeli organizirati še 7 zasebnih poljskih šol.
Leta 1937 so od Poljakov, ki so svoje otroke pošiljali v zasebne poljske šole, zahtevali, naj otroke premestijo v nemške šole, pod grožnjo policijskega posredovanja, izvedli pa so napade na poljske šole in poljsko mladino. Nemške milice so izvedle številne pretepe poljskih aktivistov, skavtov in celo poštarjev, kot »kazen« za širjenje poljskega tiska. Nemški študenti so napadli in izključili poljske študente s tehnične univerze. Na ducate poljskih priimkov je bilo nasilno germaniziranih, medtem ko so bili poljski simboli, ki so spominjali, da je bil Gdansk stoletja del Poljske, odstranjeni z mestnih znamenitosti, kot sta Artusov dvor in Neptunov vodnjak.
Od leta 1937 je bilo zaposlovanje Poljakov v nemških podjetjih prepovedano, že zaposleni Poljaki pa so bili odpuščeni, uporaba poljščine na javnih mestih je bila prepovedana in Poljaki niso smeli vstopiti v več restavracij, zlasti tistih v lasti Nemcev. Leta 1939, pred nemško invazijo na Poljsko in izbruhom druge svetovne vojne, so bili lokalni poljski železničarji žrtve pretepov, po invaziji pa tudi zaprti in umorjeni v koncentracijskih taboriščih.
V zgodnjih 1930-ih je lokalna nacistična stranka izkoristila pronemška čustva in leta 1933 zbrala 50 % glasov v parlamentu. Nato so nacisti pod vodstvom Gauleiterja Alberta Forsterja dosegli prevlado v mestni vladi, ki jo je še vedno nominalno nadzoroval visoki komisar Društva narodov. Nemška vlada je uradno zahtevala vrnitev Danziga Nemčiji skupaj z eksteritorialno (kar pomeni pod nemško jurisdikcijo) avtocesto skozi območje poljskega koridorja za kopenski dostop iz preostale Nemčije. Hitler je vprašanje statusa mesta uporabil kot pretvezo za napad na Poljsko in jim maja 1939 med srečanjem nemških vojaških uradnikov na visoki ravni razložil: »Ne gre za Danzig. Za nas je to Stvari širitve našega Lebensrauma na vzhodu«, ki dodaja, da ne bo ponovljenih čeških situacij, in Nemčija bo napadel Poljsko ob prvi priložnosti, po osamitvi države iz svojih zahodnih zaveznikov.
Potem ko so bili nemški predlogi za mirno reševanje treh glavnih vprašanj zavrnjeni, so se nemško-poljski odnosi hitro poslabšali. Nemčija je napadla Poljsko 1. septembra, potem ko je konec avgusta podpisala pakt o nenapadanju s Sovjetsko zvezo (ki je vključeval tajni del o delitvi Poljske in baltskih držav med obema državama) in potem ko je napad trikrat preložila.
Nemški napad se je začel v Danzigu z bombardiranjem poljskih položajev pri Westerplattu s strani nemške bojne ladje Schleswig-Holstein in izkrcanjem nemške pehote na polotok. Številni poljski branilci pri Westerplattu so se upirali sedem dni, preden jim je zmanjkalo streliva. Medtem so bili po ostrem celodnevnem boju (1. septembra 1939) zagovornikom poljske pošte sodili in jih usmrtili, nato pa jih oktobra 1939 na kraju pokopali v četrti Zaspa v Danzigu. Leta 1998 je nemško sodišče razveljavilo njihovo obsodbo in kazen.
Mesto je uradno priključila nacistična Nemčija in ga vključila v Reichsgau Danzig-Zahodna Prusija. Približno 50 odstotkov članov judovske skupnosti je mesto zapustilo v enem letu po pogromu oktobra 1937, po nemirih Kristalne noči novembra 1938 se je skupnost odločila organizirati izseljevanje in marca 1939 začela prvi prevoz v Palestino. Do septembra 1939 je ostalo komaj 1700 večinoma starejših Judov. V začetku leta 1941 je v Danzigu še živelo le 600 Judov, od katerih je bila večina pozneje umorjena v holokavstu.
Nacistična tajna policija je od leta 1936 opazovala poljske manjšinske skupnosti v mestu in zbirala informacije, ki jih je treba upoštevati in so leta 1939 služile za pripravo seznamov Poljakov, ki naj bi bili ujeti v operaciji Tannenberg. Prvi dan vojne je bilo aretiranih približno 1500 etničnih Poljakov, nekateri zaradi njihove udeležbe v družbenem in gospodarskem življenju, drugi zato, ker so bili aktivisti in člani različnih poljskih organizacij. 2. septembra 1939 jih je bilo 150 deportiranih v taborišče Sicherheitsdienst Stutthof, približno 50 km od Danziga, in umorjenih. Številni Poljaki, ki so živeli v Danzigu, so bili deportirani v Stutthof ali usmrčeni v gozdu Piaśnica.
Med vojno so Nemci v mestu upravljali nacistični zapor, kazensko taborišče, ki ga je upravljalo Einsatzgruppen, taborišče za Rome in več podtaborišč koncentracijskega taborišča Stutthof znotraj današnjega mesta. meje.
Leta 1941 je Hitler ukazal invazijo na Sovjetsko zvezo, kar je sčasoma povzročilo, da se je vojna usoda obrnila proti Nemčiji. Ko je sovjetska armada napredovala leta 1944, je nemško prebivalstvo v srednji in vzhodni Evropi pobegnilo, kar je povzročilo začetek velikega premika prebivalstva. Potem ko se je januarja 1945 začela zadnja sovjetska ofenziva, se je na Danzigu zbralo na stotine tisoč nemških beguncev, od katerih so mnogi pobegnili peš iz Vzhodne Prusije, nekateri pa so poskušali pobegniti skozi mestno pristanišče v obsežni evakuaciji, ki je vključevala stotine nemških tovornih in potniških ladij. Nekatere ladje so potopili Sovjeti, vključno z Wilhelmom Gustloffom, potem ko so poskusili evakuacijo v sosednji Gdyniji. Pri tem je bilo ubitih več deset tisoč beguncev.
Mesto je prestalo tudi hude zavezniške in sovjetske zračne napade. Tisti, ki so preživeli in niso mogli pobegniti, so se morali soočiti s sovjetsko vojsko, ki je močno poškodovano mesto zavzela 30. marca 1945, čemur sta sledila obsežna posilstva in ropanje. V skladu z odločitvami, ki so jih sprejeli zavezniki na konferencah na Jalti in v Potsdamu, je mesto priključila Poljska, čeprav s sovjetskim komunističnim režimom, ki je ostal na oblasti do padca komunizma v 1980-ih. Preostali nemški prebivalci mesta, ki so preživeli vojno, so pobegnili ali pa so bili izgnani v povojno Nemčijo. Mesto so ponovno naselili etnični Poljaki; do 18 odstotkov (1948) so jih Sovjeti izgnali v dveh večjih valovih s predvojnih vzhodnih poljskih območij, ki jih je priključila Sovjetska zveza.

### Sedanjost
Leta 1946 so komunisti v lokalnem zaporu usmrtili 17-letno Danuto Siedzikówno in 42-letnega Feliksa Selmanowicza, pripadnika poljskega odpora.
Pristanišče Gdansk je bilo eno od treh poljskih pristanišč, preko katerih so Grki in Makedonci, begunci grške državljanske vojne, prišli na Poljsko. Leta 1949 so v pristanišče Gdansk prispeli štirje transporti grških in makedonskih beguncev, od koder so bili prepeljani v nove domove na Poljskem.
Deli zgodovinskega starega mesta Gdańsk, ki je med vojno utrpelo obsežno uničenje, so bili obnovljeni v 1950-ih in 1960-ih. Rekonstrukcija je želela razvodeneti nemški značaj mesta in ga vrniti na to, kako naj bi bilo videti pred priključitvijo Prusiji leta 1793. Povojne uprave so preobrazbe 19. stoletja prezrle kot »ideološko zlonamerne« ali pa so jih obravnavale kot »prusko barbarstvo«, vredno rušenja, medtem ko so bili poudarjeni flamski/nizozemski, italijanski in francoski vplivi, da bi »nevtralizirali« nemški vpliv na splošni izgled mesta.
Spodbujen z velikimi naložbami v razvoj pristanišča in treh velikih ladjedelnic za sovjetske ambicije v baltski regiji, je Gdansk postal glavno ladijsko in industrijsko središče Ljudske republike Poljske.
Decembra 1970 je bil Gdansk prizorišče protirežimskih demonstracij, ki so privedle do padca poljskega komunističnega voditelja Władysława Gomułke. Med demonstracijami v Gdansku in Gdyniji sta vojska in policija streljali na protestnike, kar je povzročilo več deset smrtnih žrtev. Deset let pozneje, avgusta 1980, je bila ladjedelnica Gdańsk rojstni kraj sindikalnega gibanja Solidarność.
Septembra 1981 je Sovjetska zveza, da bi odvrnila Solidarność, začela vajo Zapad-81, največjo vojaško vajo v zgodovini, med katero so bili izvedeni amfibijski pristanki blizu Gdanska. Medtem je Solidarność izvedla svoj prvi nacionalni kongres v Hala Olivia v Gdansku, na katerem je sodelovalo več kot 800 poslancev. Njeno nasprotovanje komunističnemu režimu je leta 1989 privedlo do konca vladavine komunistične partije in sprožilo vrsto protestov, ki so strmoglavili komunistične režime nekdanjega sovjetskega bloka. Vodja Solidarnośći Lech Wałęsa je postal predsednik Poljske leta 1990. Leta 2014 se je v Gdansku odprl Evropski solidarnostni center, muzej in knjižnica, posvečena zgodovini gibanja.
Donald Tusk, rojen v Gdansku, je leta 2007 postal premier Poljske, leta 2014 pa predsednik Evropskega sveta. Danes je Gdansk glavno ladijsko pristanišče in turistična destinacija.
Leta 2014 so bili posmrtni ostanki Danute Siedzikówne in Feliksa Selmanowicza najdeni na lokalnem garnizonskem pokopališču, nato pa je bil njun državni pokop leta 2016 v Gdansku ob sodelovanju na tisoče ljudi z vse Poljske in najvišjih poljskih oblasti.
Januarja 2019 je župana Gdanska Paweła Adamowicza umoril moški, ki je bil pravkar izpuščen iz zapora zaradi nasilnih zločinov; moški je po zabodu z nožem v trebuh, blizu srca župana trdil, da je bila za njegovo zaprtje odgovorna županova politična stranka. Čeprav je Adamowicz lahko opravil večurno operacijo, da bi poskusil zdraviti svoje rane, je naslednji dan umrl.
Oktobra 2019 je mesto Gdansk prejelo nagrado princese Asturijske v kategoriji Concord kot priznanje, da sta »preteklost in sedanjost v Gdansku občutljivi na solidarnost, obrambo svobode in človekovih pravic ter na ohranjanje miru.«

## Geografija
Mesto leži v Gdanskem zalivu, ob izlivu reke Motława v reko Vislo. Gdansk je v Żuławy Wiślane, njegov obalni del je ob Visli, njegovi zahodni konci pa so na Kašubski obali in Kašubskem jezeru. Lega Gdańska znotraj štirih različnih fizično-geografskih enot povzroča veliko prostorsko diferenciacijo razmer naravnega okolja na njegovem območju. Na teren, hidrografski sistem in klimatske parametre vpliva tudi lega mesta v obalnem pasu, za katero je značilen specifičen vpliv morja na naravno okolje kopnega.
Vzdolžna dolžina mesta je 19,1 kilometra, širina pa 33,9 kilometra.
Podnebje v pokrajini Gdańsk je odvisno od morja, ki deluje kot toplotna črpalka – poleti zbira toploto in jo pozimi vrača. Posledično se pomlad začne sorazmerno pozno (maja), poleti so temperature zraka nižje od državnega povprečja (zaznano temperaturo dodatno zniža morski vetrič), čeprav sonce ogreje vodo v Gdanskem zalivu (do 24 °C). Jesen, topla in obsijana s soncem, traja do oktobra, zime pa so precej blage (v nekaterih zimskih mesecih ni niti enega dneva zmrzali in močnejše snežne padavine ne ostanejo na tleh dlje kot dva tedna na leto). Vetrovi pihajo z različnih strani, odvisno od sezone. Najpogosteje poleti z zahoda in severozahoda, pozimi s celine. Za obalo so značilni tudi nevihtni vetrovi, ki praviloma pihajo pozimi in dosegajo vrtoglavo hitrost.

### Zavarovana naravna območja in objekti
V Gdansku rastejo veliki gozdovi na območjih z raznoliko topografijo, bogata s številnimi griči (morenske višine) in dolinami. Takšna topografija daje prednost pojavu edinstvenih za to regijo submontanskih vrst flore. V severozahodnem delu mesta ti gozdovi neposredno mejijo na stanovanjska območja in glavna urbana središča. Območja velikega naravnega in krajinskega pomena, ki so v Gdansku (leta 2008 je bilo skupaj 6005 ha, torej 22,9 % površine mesta), so zakonsko zaščitena na štirih zavarovanih krajinskih območjih (od tega južni del Trimestni krajinski park in gozdovi Oliwa, ki so v njem), pet naravnih rezervatov (ki so znotraj zgoraj omenjenih zavarovanih območij), dva naravna in krajinska kompleksa ter trinajst ekoloških območij.
Znotraj mestnih upravnih meja je 184 naravnih spomenikov: 146 posameznih dreves, 27 skupin dreves, 1 parkovna uličica, 9 nepravilnih balvanov in 1 površinski spomenik – kar Gdansk uvršča med vodilna poljska mesta po številu. Med drevesi, ki so priznani kot spomeniki narave, so najštevilčnejša bukev in hrast. Ti spomeniki so na mestih blizu drug drugemu, na primer na območju starega Wrzeszcz, v parku Steffens in na območju stare Oliwe.

## Gospodarstvo
V industrijskih predelih mesta prevladujejo ladjedelništvo, petrokemična in kemična industrija ter predelava hrane. Delež visokotehnoloških sektorjev, kot so elektronika, telekomunikacije, IT inženiring, kozmetika in farmacevtski izdelki, narašča. Predelava jantarja je tudi pomemben del lokalnega gospodarstva, saj večina svetovnih nahajališč jantarja leži ob baltski obali. Pomorjansko vojvodstvo, vključno z Gdanskom, je tudi poleti pomembna turistična destinacija, saj se milijoni Poljakov in drugih evropskih turistov zgrinjajo na plaže baltske obale.

## Okrožja
Gdańsk je razdeljen na 34 upravnih enot: 6 dzielnic in 28 osiedles. Gdańske dzielnicas so: Chełm, Piecki-Migowo, Przymorze Wielkie, Śródmieście, Wrzeszcz Dolny, Wrzeszcz Górny.
Osiedles so Aniołki, Brętowo, Brzeźno, Jasień, Kokoszki, Krakowiec-Górki Zachodnie, Letnica, Matarnia, Młyniska, Nowy Port, Oliwa, Olszynka, Orunia-Św. Wojciech-Lipce, Osowa, Przeróbka, Przymorze Małe, Rudniki, Siedlce, Sobieszewo Island, Stogi, Strzyża, Suchanino, Ujeścisko-Łostowice, VII Dwór, Wzgórze Mickiewicza, Zaspa-Młyniec, Zaspa-Rozstaje, Żabianka-Wejhera-Jelitkowo-Tysiąclecia.

## Znamenitosti

### Arhitektura
V mestu je nekaj stavb, ohranjenih iz časa Hanzeatske lige. Večina turističnih znamenitosti je ob ali v bližini Ulice Długa (Dolga ulica) in Długi Targ (Dolgi trg), ulice za pešce, obkrožene s stavbami, rekonstruiranimi v zgodovinskem (predvsem v 17. stoletju) slogu in na obeh koncih obkroženih z dovršenimi mestnimi vrati. Ta del mesta včasih imenujejo tudi Kraljeva pot, saj je bila nekoč pot procesij ob obisku poljskih kraljev.
Ob sprehodu od enega do drugega konca, na ali v bližini Kraljeve poti so:
- Visoka vrata (Brama Wyżynna), ki označujejo začetek Kraljeve poti
- Hiša mučenja (Katownia) in zaporniški stolp (Wieża więzienna), kjer je zdaj Muzej jantarja (Muzeum Bursztynu)
- Dvorec družbe svetega Jurija (Dwór Bractwa św. Jerzego)
- Zlata vrata (Złota Brama)
- Ulica Długa ("Dolga ulica"), polna slikovitih hiš:
  - Uphagenova hiša (Dom Uphagena), podružnica muzeja v Gdansku
  - Levji grad (Lwi Zamek)
  - Glavna mestna hiša (Ratusz Głównego Miasta), zgrajena 1378–1492
- Długi Targ ("Dolgi trg")
  - Artusov dvor (Dwór Artusa)
  - Neptunov vodnjak (Fontanna Neptuna), mojstrovina arhitekta Abrahama van den Blockeja, 1617.
  - Nova sodna palača (Nowy Dom Ławy), v kateri se med turistično sezono vsak dan pojavlja navidezno iz 17. stoletja Devica na oknu, ki se nanaša na priljubljen roman Jadwige Łuszczewske Panienka z okienka (Mladenka na oknu) v Gdansku iz 17. stoletja[129]
  - Zlata hiša (Złota Kamienica), značilna renesančna mestna hiša iz zgodnjega 17. stoletja, okrašena s številnimi reliefi in skulpturami
- Zelena vrata (Zielona Brama), manieristična vrata, zgrajena kot uradna rezidenca poljskih kraljev, v katerih je zdaj podružnica Narodnega muzeja v Gdansku

Gdańsk ima številne zgodovinske cerkve, med drugim cerkev sv. Katarine in cerkev sv. Marije (Bazylika Mariacka). Slednja je občinska cerkev, zgrajena v 15. stoletju, in je največja opečna cerkev na svetu.
Mestne utrdbe iz 17. stoletja predstavljajo enega od uradnih poljskih nacionalnih zgodovinskih spomenikov (Pomnik historii), kot ga je razglasil 16. septembra 1994 in ga spremlja Nacionalni odbor za dediščino Poljske.
Druge glavne znamenitosti v zgodovinskem središču mesta so:
- Kraljeva kapela poljskega kralja Jana III. Sobieskega
- Żuraw – srednjeveški pristaniški žerjav
- Gradowa Hill
- Kašča na otokih Ołowianka in Žitni otok
- Velika orožarna
- Spomenik Janu III. Sobieskemu
- Stara mestna hiša
- Spomenik Jana Heweliusza
- Veliki mlin (1350)
- Mali mlin
- Hiša raziskovalnega društva
- Poljska pošta, prizorišče bitke iz leta 1939
- Opečna gotska mestna vrata, tj. Mariacka vrata, Straganiarska vrata, Kravja vrata

Glavne znamenitosti izven zgodovinskega mestnega jedra so:
- Opatijska palača v parku Oliwa
- Svetilnik v pristanišču Nowy
- Stolnica v Oliwi
- hrib Pachołek – opazovalna točka v Oliwi
- Pomol v Brzeźnu
- Srednjeveško mestno obzidje
- Westerplatte
- trdnjava Wisłoujście
- živalski vrt Gdańsk

### Muzeji
- Narodni muzej Gdanska (Muzeum Narodowe)
  - Oddelek za starodavno umetnost – vsebuje številna pomembna umetniška dela, vključno z Zadnjo sodbo Hansa Memlinga
  - Zelena vrata
  - Oddelek za moderno umetnost – v Opatijski palači v Oliwi
  - Etnografski oddelek – v Opatijski žitnici v Oliwi
  - Fotografska galerija Gdańsk
- Zgodovinski muzej Gdanska (Muzeum Historyczne Miasta Gdańska):
  - Glavna mestna hiša
  - Artusov dvor
  - Uphagenova hiša
  - Muzej jantarja (Muzeum Bursztynu)
  - Muzej poljske pošte (Muzeum Poczty Polskiej)
  - Wartownia nr 1 na Westerplatte
  - Muzej Stolpna ura (Muzeum Zegarów Wieżowych)
  - trdnjava Wisłoujście
- Narodni pomorski muzej, Gdańsk (Narodowe Muzeum Morskie):
  - Żuraw (žerjav)
  - Kašča v Ołowianki
  - muzejska ladja SS Soldek je zasidrana na reki Motława in je bila prva ladja, zgrajena v povojni Poljski.
- Evropski center Solidarności. Muzej in knjižnica, posvečena zgodovini gibanja Solidarnośč.
- Arheološki muzej (Muzeum Archeologiczne)
- Svetilnik Gdańsk Nowy Port (Latarnia Morska Gdańsk Nowy Port)
- Izba Pamięci Wincentego Pola w Gdańsku-Sobieszewie
- Nadškofijski muzej (Muzeum Archidiecezjalne)
- Muzej druge svetovne vojne

## Pobratena mesta
Gdańsk je pobraten z:
- Helsingør, Danska
- Bremen, Nemčija
- Cleveland, ZDA
- Kalmar, Švedska
- Nica, Francija
- Astana, Kazahstan
- Rotterdam, Nizozemska
- Sefton, Anglija, Združeno kraljestvo
- Turku, Finska
- Vilna, Litva

3. marca 2022 je mestni svet Gdanska soglasno sprejel sklep o prekinitvi sodelovanja z ruskima mestoma Kaliningrad in Sankt Peterburg kot odgovor na rusko invazijo na Ukrajino.

### Partnerstva in sodelovanje
Gdańsk sodeluje tudi z:
- Gent, Belgija[60]
- Le Havre, Francija[61]
- Marseille, Francija
- Odesa, Ukrajina

## Šport
- Lechia Gdansk je poljski nogometni klub.

## Galerija
- Gdansk, staro mesto, pogled z mostu ponoči
- PGE Arena Gdansk
- Parnik Sołdek
- Dvižni most za pešce v Gdansku